# Lago Chuzenji
El lago Chuzenji (en japonés: 中禅寺湖, Chūzenji-ko), es un lago del Parque nacional de Nikkō, en la prefectura de Tochigi (Japón). El lago se creó hace unos 20.000 años cuando el volcán Nantai entró en erupción, bloqueando el río.
El lago tiene un área de 11,62 km². Su elevación en la superficie es de 1269 m s. n. m., número que lo convierte en el lago más alto de Japón, además alcanza una profundidad de 163 metros en el punto más profundo. El río Yukawa es la fuente principal del lago, drenando agua hasta la cascada Kegon (la tercera cascado de mayor altura de Japón, con 97 m de altura). El terreno que rodea al lago Chuzenji es montañoso y boscoso, destacándose en el paisaje natural el monte Nantai que con casi 2500 metros de altitud es un punto de interés para turistas y excursionistas.